# 埃米尔·博克

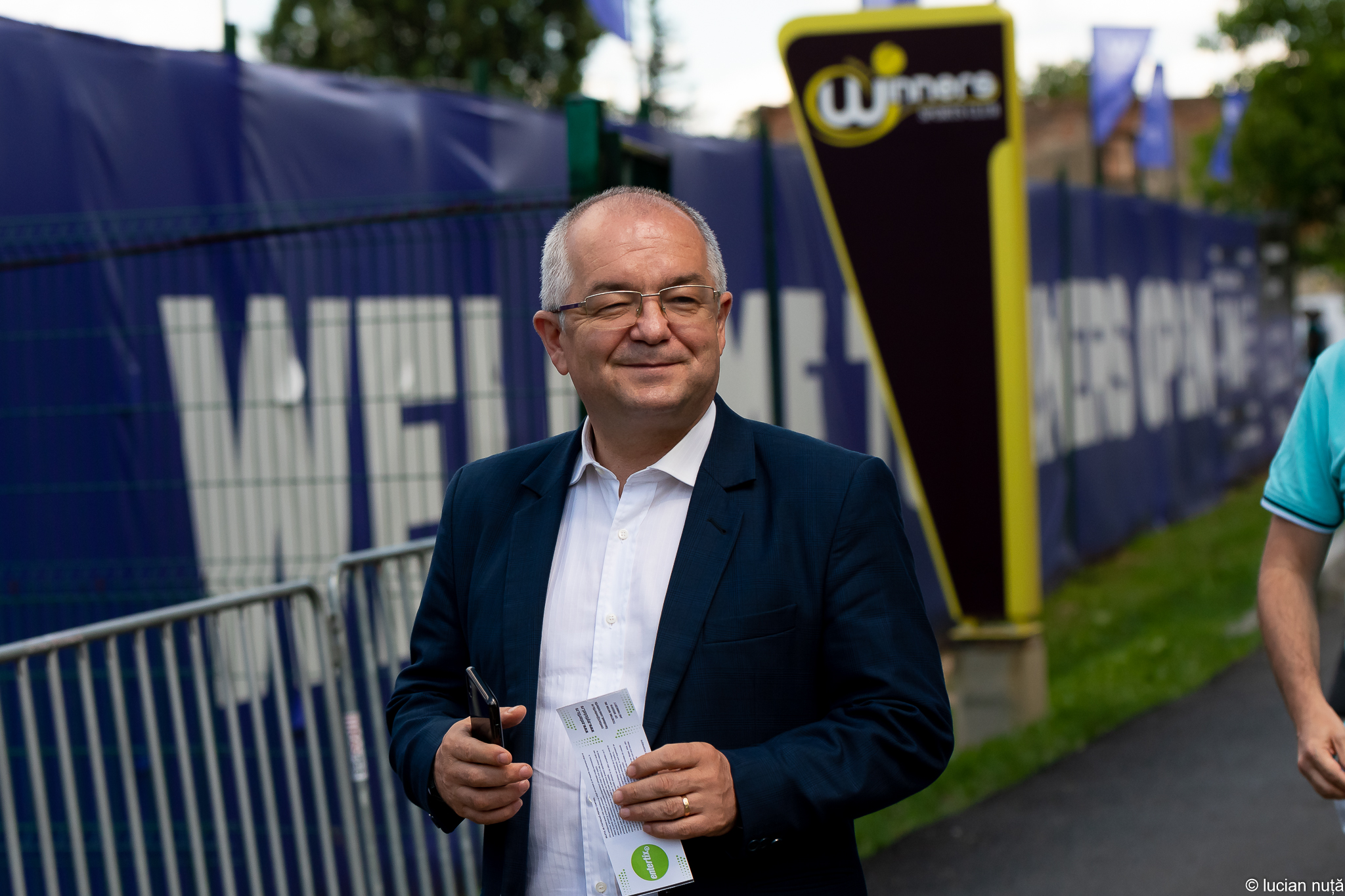
埃米尔·博克

埃米尔·博克（羅馬尼亞語：Emil Boc，1966年9月6日—），罗马尼亚政治家，2008年12月获提名出任罗马尼亚总理。2012年2月6日，因国内经济不景气和民众对政府的不满抗议，他领导的内阁集体辞职。罗马尼亚总统特莱扬·伯塞斯库随后任命司法部长普雷多尤任代总理，直至新总理上任。
博克出生于克卢日县，2004年当选为特兰西瓦尼亚地区第一大城克卢日-纳波卡市长，后又出任民主自由党主席，在2008年的大选中获胜。